# Bo Hopkins
William Mauldin "Bo" Hopkins, född 2 februari 1938 i Greenville, South Carolina, död 28 maj 2022 i Van Nuys norr om Los Angeles, var en amerikansk skådespelare. Han gjorde sin filmdebut i Den stora bombraiden (1969) och blev sedan castad främst som redneck eller bov i diverse filmer under 1970-talet, bland andra Kör hårt McKlusky (1973), Flykten genom vildmarken (1973) och Sam Peckinpahs Getaway - rymmarna (1972). Hopkins medverkade även i ett flertal TV-serier, bland annat som karaktären Matthew Blaisdel i Dynastin (1981).

## Filmografi i urval
- 1969 – Det vilda gänget
- 1969 – Bron vid Remagen
- 1970 – Macho Callahan
- 1972 – Getaway - rymmarna
- 1972 – Damm, svett och kulor
- 1973 – Sista natten med gänget
- 1973 – Kör hårt McKlusky
- 1973 – Flykten genom vildmarken
- 1974 – The Nickel Ride
- 1975 – Killer Elite - Mördargänget
- 1975 – Uppbådet
- 1975 – Gräshopporna
- 1976 – Polishämnaren
- 1977 – Dödens tentakler
- 1978 – Midnight Express
- 1978 – Femte våningen
- 1979 – Festen är över
- 1980 – Rodeo Girl
- 1980 – Dödens Strålar
- 1983 – Sweet 16
- 1984 – Blodspest
- 1985 – Dark Horse
- 1986 – Houston: The Legend of Texas
- 1986 – What Comes Around
- 1988 – Mannen utan namn
- 1989 – Jagat villebråd
- 1989 – Trettonde dagen i maj
- 1990 – I en hämnares ögon
- 1990 – Fertilize the Blaspheming Bombshell
- 1991 – Blood Ties
- 1992 – Center Of The Web
- 1992 – The Legend of Wolf Mountain
- 1992 – Inside Monkey Zetterland
- 1993 – The Ballad of Little Jo
- 1994 – Radioland Murders
- 1994 – Wyatt Earp: Tillbaka till Tombstone
- 1994 – En bricka i spelet
- 1995 – OP Center
- 1996 – Fever Lake
- 1996 – Painted Hero
- 1996 – Shaughnessy
- 1997 – Uncle Sam
- 1997 – U-Turn
- 1998 – Phantoms
- 1998 – The Newton Boys
- 1999 – From Dusk Till Dawn 2
- 1999 – Time Served
- 2000 – South of Heaven, West of Hell
- 2000 – A Crack in the Floor
- 2001 – Cowboy Up
- 2003 – Shade
- 2003 – The Road Home